# Comuna Stepanivka, Luhînî
Stepanivka (în ucraineană Степанівська сільська рада) este o comună în raionul Luhînî, regiunea Jîtomîr, Ucraina, formată din satele Stari Novakî și Stepanivka (reședința).

## Demografie
Componența lingvistică a comunei Stepanivka
     Ucraineană (99,56%)
     Alte limbi (0,44%)
Conform recensământului din 2001, majoritatea populației comunei Stepanivka era vorbitoare de ucraineană (99,56%), existând în minoritate și vorbitori de alte limbi.